# Brown-eyed Handsome Man
Brown-eyed Handsome Man è un brano musicale di Chuck Berry pubblicato nel 1956 dalla Chess Records come lato lato B del singolo Too Much Monkey Business/Brown-eyed Handsome Man
Il titolo del brano è stato usato per intitolare una biografia di Chuck Berry.
La canzone è stata inserita alla posizione numero 383 nella "classifica delle 500 migliori canzoni di sempre" redatta dalla rivista Rolling Stone.

## Rilevanza nelle relazioni razziali
Lo scrittore Glenn C. Altschuler afferma che il testo della canzone "gioca astutamente con gli stereotipi razziali e le paure connesse al razzismo". Nondimeno, la studiosa Martha Bayles fa notare che il vantarsi di Berry di essere un "Brown-eyed Handsome Man" (un "bell'uomo dagli occhi marroni" con evidente gioco di parole sul colore della pelle) appetito dalle femmine bianche, all'epoca oltraggiò moltissimo un sacco di persone.

## Cover
La canzone è stata reinterpretata da diversi artisti, incluso Buddy Holly, che ebbe con essa un successo postumo da top-five in classifica in Gran Bretagna. Johnny Rivers reinterpretò il brano sul suo primo album At the Whisky à Go Go nel 1964, come anche Nina Simone nell'album, High Priestess of Soul del 1967, e Waylon Jennings in Waylon del 1970. Altre cover sono state fatte da Robert Cray, Paul McCartney, Johnny Cash e Carl Perkins. Inoltre, il cosiddetto "Million Dollar Quartet", costituito da Carl Perkins, Jerry Lee Lewis, Johnny Cash ed Elvis Presley, eseguì la canzone il 4 dicembre 1956 durante una jam session in studio di registrazione alla Sun Records.